# Naiman (Kirgisistan)
Naiman (kirgisisch Найман) ist ein Dorf im kirgisischen Rajon Nookat des Oblus Osch. Im Jahr 2012 wurde die Siedlung gemeinsam mit anderen Städten von einer Siedlung städtischen Typs zu einem Dorf degradiert. 2021 hatte Naiman 1811 Einwohner.

## Geschichte
Zu Sowjetzeiten hatte Naiman strategische Bedeutung, da in dem Gebiet quecksilberhaltiges Erz abgebaut wurde. Die Siedlung bekam 1965 den Status einer Siedlung städtischen Typs. 90 % der Einwohner waren Russen, doch nach dem Ende der Sowjetunion schlossen die Minen und viele Russen verließen Naiman. Die Trinkwasserversorgung ist ein großes Problem in Naiman, nur zwei Stunden am Tag gibt es Leitungswasser. Es gibt 9 Brunnen, davon sind aber sieben außer Betrieb.

## Geographie
Naiman liegt in einem Tal südwestlich von Osch, zwischen Nookat und Kysyl-Kyja. Das Tal beginnt an einem Pass, über den eine Fernstraße verläuft, und erstreckt sich bis nach Usbekistan, wo es in das Ferghanatal mündet. Die Grenze zwischen Kirgisistan und Usbekistan liegt etwa 12 km entfernt.
Der Juli ist mit einer durchschnittlichen maximalen Tagestemperatur von 28,8 °C der heißeste Monat. Der Fluss Abschyr-Sai durchfließt Naiman.

## Bevölkerung
| Jahr | Einwohnerzahl |
| ---- | ------------- |
| 1970 | 1.657         |
| 1979 | 2.507         |
| 1989 | 2.580         |
| 1999 | 1.828         |
| 2009 | 1.754         |
| 2021 | 1.811         |

Quellen: